# Bataille de Big Black River Bridge
Guerre de Sécession
Batailles
Campagne de Vicksburg
- Grand Gulf
- Snyder's Bluff
- Port Gibson
- Raymond
- Jackson
- Champion Hill
- Big Black River Bridge
- Milliken's Bend
- Young's Point
- Lake Providence
- Richmond
- Goodrich's Landing
- Helena
- Vicksburg
- Expédition de Jackson

La bataille de Big Black River Bridge, ou Big Black, s'est déroulée le 17 mai 1863, fait partie de la campagne de Vicksburg de la guerre de Sécession. Le commandant de l'Union, le major général Ulysses S. Grant et l'armée du Tennessee poursuivent le lieutenant général confédéré John C. Pemberton qui retraite à la suite de la bataille de Champion Hill, lors de la dernière bataille avant le siège de Vicksburg.

## Contexte
Sous le choc de leur défaite à Champion Hill, les confédérés atteignent Big Black River Bridge, la nuit du 16 au 17 mai 1863. Pemberton ordonne au brigadier général John S. Bowen, avec trois brigades, pour armer les fortifications sur la rive est de la rivière et entraver la poursuite de l'Union. Le pont en lui-même fait 381 mètres (1 250 ft) de long et 46 mètres (150 ft) de haut.

## Bataille
Trois divisions du XIIIe corps commandées par le major général John A. McClernand quittent Edwards Station (maintenant la ville d'Edwards, Mississippi) le matin du 17 mai 1863. Le corps rencontre les confédérés derrière un parapet de balles de coton devant un bayou et des abattis. Ils se mettent à couvert alors que l'artillerie ennemie commence à tirer. Le brigadier général de l'Union Michael K. Lawler forme sa 2d brigade, de la 14th division d'Eugene A. Carr, qui bondit d'un méandre, devant les forces confédérés, dans l'eau jusqu'à la taille, et dans le parapet ennemi tenu par la brigade du Tennessee oriental du brigadier général John C. Vaughn, qui n'a qu'une faible expérience du combat et est composée d'homme du Tennessee oriental pro-unioniste. L'intégralité de la charge dure 3 minutes.
Confus et paniqués, les confédérés commencent à retraiter au travers de la Big Black River selon deux routes : le pont de la voie ferrée et trois bateaux à vapeur reliés, le Dot, le  Charm et le Paul Jones, utilisés comme un pont sur la rivière. Dès qu'ils ont traversé, les confédérés mettent le feu au pont et aux bateaux à vapeur, empêchant une poursuite rapprochée de l'Union. Les confédérés qui retraitent et arrivent à Vicksburg plus tard dans la journée sont désorganisés.
Le sergent William Wesley Kendall du 49th Indiana reçoit la médaille d'honneur du Congrès pour héroïsme lors de la charge.

## Conséquences
Les forces de l'Union capturent approximativement 1 700 hommes à Big Black et beaucoup de confédérés se sont noyés, des pertes que les confédérés ne pouvaient se permettre. Moins de la moitié des confédérés qui ont combattu à Champion Hill participent à la défense de Vicksburg. Cette bataille scelle le destin de Vicksburg : les forces confédérées sont contenues à Vicksburg.